# Spolek pro vojenská pietní místa
Spolek pro vojenská pietní místa (zkráceně Spolek pro VPM) je spolek (do roku 2014 občanské sdružení), který vznikl 4. června 2007.

## Činnost spolku
Spolek je nezávislé apolitické sdružení lidí se zájmem o historii, kteří mapují vojenská pietní místa a vkládají je na spolkové webové stránky www.vets.cz. Pod pojmem vojenská pietní místa, rozumíme památníky, pomníky, pamětní desky a podobné památky, upomínající na padlé a zemřelé ve válečných konfliktech, také na události, týkající se naší vojenské a válečné historie. Dále pak se jedná o válečné hroby, hroby vojáků, legionářů a odbojářů zemřelých v míru, osob zahynulých v koncentračních táborech, popravených, zabitých při náletech a hroby partyzánů. Mapuje hlavně na území České republiky, ale i v zahraničí a zde pak místa spojená s čs. vojáky a oběťmi válečných konfliktů. Jedná se o největší nestátní databázi těchto památek v ČR, která vhodně doplňuje informace v Centrální evidenci válečných hrobů Ministerstva obrany ČR (CEVH MO ČR). Začátkem roku 2025 se v databázi nachází více než 72 000 VPM (z toho 59 456 v ČR, 10 941 v SR a zbytek v cizině. Nová VPM přibývají na webu každý den.
Spolek pořádá jednou ročně semináře a vydává čtvrtletně zpravodaj Monument (volně ke stažení na webu), kde informuje o své činnosti. V současné době má necelé tři desítky platících členů a je otevřený všem, kdo mají o podobné aktivity zájem.
Informace z databáze spolku jsou využívány mj. i na Encyklopedii města Brna, na webu ÚMČ Prahy 7 aj.